# Waffle House
Waffle House est une chaîne de restaurant américaine spécialisée dans le service de gaufres. Elle compte 1 650 points de vente sur le continent américain, dans 25 États différents, la majorité d'entre eux étant localisés dans le sud-est des États-Unis.

## Histoire
Le premier restaurant Waffle House ouvrit ses portes en 1955 en Géorgie (États-Unis). Ce bâtiment a depuis été converti en un musée retraçant l'histoire des restaurants et la success story du groupe.

## Identité visuelle
Les restaurants Waffle House reprennent en majorité les codes des diners américain. La plupart des restaurants possèdent par exemple un juke-box.

## Stratégie de crise
La franchise est devenue célèbre sur le continent américain pour sa stratégie spécifique liée aux situations de crises. Ainsi, ses restaurants sont parmi les rares à continuer de servir les clients lors de coupure de gaz, d'électricité ou d'eau. Waffle House a développé pour ce genre de cas des procédures spéciales (ce qui peut être cuisiné et comment), et a formé ses employés pour répondre à ces situations.
Cette capacité de résilience exceptionnelle, ajoutée au fait que les restaurants de la chaîne sont théoriquement ouverts 24h/24 et 7j/7 a donné naissance à la création d'un « indice Waffle House ». Cette métrique informelle est utilisée par les services de secours pour évaluer l'ampleur et la gravité d'un sinistre (inondation, coupure de courant, intempérie) sur une zone donnée. Cet indice est calculé à partir du nombre de restaurants Waffle House fermés dans la zone concernée.